# Onthophagus olidus
Onthophagus olidus är en skalbaggsart som beskrevs av Vladimir Balthasar 1964. Onthophagus olidus ingår i släktet Onthophagus och familjen bladhorningar. Inga underarter finns listade i Catalogue of Life.